# Хуманитарна помощ
Хуманитарната помощ е материално и логистично подпомагане, организирано с цел да бъдат посрещнат различни хуманитарни проблеми като болест, масов глад, природни бедствия и др. Тази помощ обикновено включва предоставянето на суха храна, лекарства и медицинско оборудване и персонал.
Държави и организации от целия свят изпращат хуманитарна помощ за населението, там където това е необходимо. Помощта често продължава и след активния период на кризата (например, глада в Сомалия), а понякога е на дадено място след конкретно събитие (като земетресението, който разтърси Хаити през 2010 г.).